# Zaboroznivți, Nova Ușîțea
Zaboroznivți (în ucraineană Заборознівці) este un sat în comuna Pîlîpkivți din raionul Nova Ușîțea, regiunea Hmelnîțkîi, Ucraina.

## Demografie
Componența lingvistică a localității Zaboroznivți
     Ucraineană (99,22%)
     Alte limbi (0,78%)
Conform recensământului din 2001, majoritatea populației localității Zaboroznivți era vorbitoare de ucraineană (99,22%), existând în minoritate și vorbitori de alte limbi.